# Chariea longispina
Chariea longispina är en skalbaggsart som beskrevs av Maria Helena M. Galileo och Martins 1990. Chariea longispina ingår i släktet Chariea och familjen långhorningar. Inga underarter finns listade i Catalogue of Life.